# زنون دیاز
زنون دیاز (اسپانیایی: Zenón Díaz‎؛ ۳۱ دسامبر ۱۸۸۰ – ۵ سپتامبر ۱۹۴۸) بازیکن فوتبال اهل آرژانتین بود.

## باشگاهی
از باشگاه‌هایی که در آن بازی کرده‌است می‌توان به باشگاه فوتبال روساریو سنترال اشاره کرد.

## تیم ملی
وی همچنین در تیم ملی فوتبال آرژانتین بازی کرده‌است.